# 张戬 (唐朝)
张戬（？—？），贝州武城县（今河北省衡水市故城县）人，唐朝官员。
张戬的叔父张文瓘，在唐高宗时官至宰相（侍中）。他的父亲张文琮，官至治书侍御史、吏部侍郎。张戩官至江州刺史，撰有《丧仪纂要》七卷，《新唐书·艺文志》作九卷，行于当世。张戩之弟张锡，武周时为凤阁侍郎、同凤阁鸾台平章事。《全唐文·卷244》有李峤《为第二舅让江州刺史表》，李峤的第二舅或为张戬。